# Portneuf-sur-Mer
Pour les articles homonymes, voir Portneuf.
Portneuf-sur-Mer est une municipalité du Québec, au Canada, située dans la municipalité régionale de comté de La Haute-Côte-Nord et dans la région administrative de la Côte-Nord.

## Histoire

### Chronologie
- 12 septembre 1902 : Élection des Cantons-unis de Sainte-Anne de Portneuf.
- 16 juillet 1955 : Les cantons-unis de Sainte-Anne de Portneuf devient la municipalité de Sainte-Anne-de-Portneuf.
- 31 janvier 2004 : La municipalité de Sainte-Anne-de-Portneuf devient la municipalité de Portneuf-sur-Mer.

## Géographie

### Hameaux
- Sainte-Anne-de-Portneuf

## Démographie
| 1991  | 1996 | 2001 | 2006 | 2011 | 2016 | 2021 |
| ----- | ---- | ---- | ---- | ---- | ---- | ---- |
| 1 032 | 990  | 922  | 835  | 761  | 641  | 641  |

La tendance de la population est à la baisse. Ainsi, le recensement de 2016 y dénombre 598 habitants alors que celui de 2011 comptait 761 habitants et celui de 2006 inscrivait 835.

### Langues
En 2011, sur une population de 760 habitants, Portneuf-sur-Mer comptait 99,3 % de francophones et 0,7 % d'anglophones.

## Administration
Les archives municipales ayant été détruites par un incendie (avant 1939), la liste des maires n'est pas très précise. A tel point que la liste ci-dessous, résultant d'une longue recherche, est en contradiction avec la liste officielle de la municipalité.
| #                                      | Maire               | Début | Fin  |
| 1                                      | Léandre Bouchard    | 1898  | 1907 |
| 2                                      | Joseph Levasseur    | 1907  | 1908 |
| 3                                      | Joseph Fortin       | 1908  |      |
| 4                                      | Blaise Larouche     | 1910  |      |
| 5                                      | Pitre Gaudreault    | 1918  | 1925 |
| 6                                      | Irénée Bouchard     | 1925  | 1927 |
| 7                                      | Philippe Delair     | 192?  | 1929 |
| 8                                      | Irénée Bouchard     | 1929  | 1931 |
| 9                                      | Théophile Martel    | 1931  | 1934 |
| 10                                     | Lucien Tremblay     | 1934  | 1935 |
| 11                                     | Alcide Tremblay     | 1935  | 19.. |
| 12                                     | Robert Tremblay     | 1938  | 1939 |
| 13                                     | Alcide Tremblay     | 1939  | 1941 |
| 14                                     | Albertus Bouchard   | 1941  | 1942 |
| 15                                     | Alcide Tremblay     | 1943  | 19?? |
| Dates officielles à partir de ce point |                     |       |      |
| 16                                     | Gilles Tremblay     | 1957  | 1958 |
| 17                                     | Alcide Tremblay     | 1958  | 1961 |
| 18                                     | Jules Ouellet       | 1961  | 1963 |
| 19                                     | Benoît Gagnon       | 1964  | 1966 |
| 20                                     | Adélard Maltais     | 1966  | 1967 |
| 21                                     | Alcide Tremblay     | 1967  | 1973 |
| 22                                     | Clarisse Miller     | 1973  | 1977 |
| 23                                     | Renault Desmeules   | 1977  | 1985 |
| 24                                     | Jean-Marie Delaunay | 1985  | 2013 |

Les élections municipales se font en bloc pour le maire et les six conseillers.
| Portneuf-sur-Mer Maires depuis 2001                                                                                  |                       |         |          |
| Élection | Maire                 | Qualité | Résultat |
| 2001 | Jean-Marie Delaunay   |         | Voir     |
| 2005 | Jean-Marie Delaunay   | Voir    |          |
| 2009 | Jean-Marie Delaunay   | Voir    |          |
| 2013 | Gontran Tremblay      |         | Voir     |
| 2017 | Gontran Tremblay      | Voir    |          |
| 2021 | Jean-Maurice Tremblay |         | Voir     |
| Élection partielle en italique Depuis 2005, les élections sont simultanées dans toutes les municipalités québécoises |                       |         |          |

Portneuf-sur-Mer adhère depuis 2016 à Tourisme Côte-Nord.

### Lieux touristiques
- Marina et capitainerie où un restaurant y siège.
- Piste cyclable : Portneuf-sur-Mer est traversée de tout son long par la Route verte. Des connexions avec la route 138 permettent de se diriger à l'est vers Forestville et à l'ouest vers Longue-Rive.
- Banc de sable :  Cette flèche littorale d'une longueur d'environ 4,5 km formée par l'action des vagues protège le village des grandes marées automnales.
- Pointe-des-Fortin : En mai et juin, rassemblements de capelans (Mallotus villosus) près des plages du banc et de la Pointe-des-Fortin. Ces poissons utilisent ces habitats pour se reproduire.

### Événements
- Pêche au capelan de la mi-mai au début de juin, lors du rassemblement de capelans
- Biathlon-duathlon : Compétition toutes catégories à caractère régional où les athlètes se mesurent à la course à pied et à vélo. L'événement est annuel et a lieu au mois de juillet.
- Sentier de Noël : Depuis 2009, la Municipalité et ses habitants tiennent un immense tableau extérieur sur la thématique de Noël. Une incursion dans l’histoire de Portneuf-sur-Mer et dans la féérie du temps des fêtes.
- La Petite Séduction : Portneuf-sur-Mer a accueilli le 16 août 2017 l'humoriste Pierre Hébert dans le cadre du 235e et avant-dernier épisode de la populaire émission animée par Dany Turcotte[18].

## Personnalités connues
- Guy Trépanier, auteur-compositeur-interprète et producteur de disques
- Hugo Girard, homme fort et acteur
- Erika Soucy, écrivaine

## Représentations fédérale et provinciale
Portneuf-sur-Mer fait partie de la circonscription électorale de Manicouagan au Parlement du Canada et de la circonscription de René-Lévesque à l'Assemblée nationale du Québec.